# 10-es busz (Veszprém, –2018)
A veszprémi 10-es jelzésű autóbusz a Pápai úti forduló és a Cholnoky forduló között közlekedett. A viszonylatot az ÉNYKK Zrt. üzemeltette. 2017 novemberében csak munkanapokon, irányonként két menet közlekedett: a Cholnoky fordulótól 6:30-kor és 7:10-kor, a Pápai úti fordulótól pedig 6:50-kor és 22:10-kor indul.

## Járművek
A Pápai úti forduló felé szinte kizárólag Ikarus 280-as típusú autóbuszok közlekedtek, esetenként Ikarus 263-as és MAN NG 272-es járművek is előfordultak. A Cholnoky lakótelep felé reggel szintén Ikarus 280-as, míg az esti meneten általában alacsony padlós Neoplan buszok közlekedtek, bár Ikarus 260-as is megjelenhetett.

## Útvonala
| Cholnoky forduló felé | Pápai úti forduló felé |
| --- | --- |
| Pápai úti forduló – Pápai út – Dózsa György út – Óvári Ferenc út – Brusznyai Árpád utca – Mindszenty József utca – Budapest út – Cholnoky Jenő utca – Ady Endre utca – Lóczy Lajos utca – Cholnoky forduló | Cholnoky forduló – Lóczy Lajos utca – Ady Endre utca – Cholnoky Jenő utca – Budapest út – Mindszenty József utca – Brusznyai Árpád utca – Óvári Ferenc út – Dózsa György út – Pápai út – Pápai úti forduló |

## Megállóhelyei
| 0  | Pápai úti forduló végállomás | 16 | 1, 8                                                                |
| 1  | Pápai út                     | 15 | 3, 5, 12, 13, 18, 25, 34, 50 Helyközi buszok Távolsági járatok      |
| 2  | Völgyhíd tér                 | 14 | 3, 5, 12, 13, 18, 25, 34, 50                                        |
| 3  | Harmat utca                  | 13 | 2, 3, 5, 18, 25, 34, 50                                             |
| 5  | Színház                      | 11 | 2, 3, 4, 5, 6, 13, 18, 25, 34, 50 Helyközi buszok Távolsági járatok |
| 7  | Hotel                        | 9  | 2, 3, 4, 5, 6, 7, 12, 13, 18, 22, 25, 26, 50                        |
| 9  | Rózsa utca                   | 7  | 6, 18, 23, 24, 25, 26                                               |
| 10 | Viola utca                   | 6  | 6, 18, 23, 24, 25, 26 Helyközi buszok Távolsági járatok             |
| 12 | Vilonyai utca                | 4  | 5, 8, 11, 32                                                        |
| 13 | Cholnoky Jenő utca           | 3  | 7, 8, 32                                                            |
| 14 | Lóczy Lajos utca             | 2  | 5, 7, 8, 11, 32                                                     |
| 15 | Hérics utca                  | 1  | 5, 7, 8, 11, 32                                                     |
| 16 | Cholnoky forduló végállomás  | 0  | 5, 7, 8, 11, 32                                                     |